# Walt Grealis Special Achievement Award
Der Walt Grealis Special Achievement Award wird von der Canadian Academy of Recording Arts and Sciences (CARAS) im Rahmen der Juno Awards vergeben. Er ist benannt nach Walt Grealis, einem der Gründungsväter des Juno Awards.
Der Preis wird an Personen vergeben, die sich um die kanadische Musikindustrie verdient gemacht haben. Er wird seit 1984 vergeben.

## Preisträger
- 1984 – J. Lyman Potts
- 1985 – A. Hugh Joseph
- 1986 – Jack Richardson
- 1987 – Bruce Allen
- 1989 – Sam Sniderman
- 1990 – Raffi
- 1991 – Mel Shaw
- 1992 – William Harold Moon
- 1993 – Brian Robertson[2]
- 1994 – John Mills
- 1995 – Louis Applebaum
- 1996 – Ronnie Hawkins
- 1997 – Dan Gibson
- 1998 – Sam Feldman
- 1999 – Allan Waters
- 2000 – Emile Berliner
- 2001 – Daniel Caudeiron
- 2002 – Michael Cohl
- 2003 – Terry McBride
- 2004 – Walt Grealis
- 2005 – Allan Slaight
- 2006 – Bernie Finkelstein
- 2007 – Donald K. Tarlton
- 2008 – Moses Znaimer
- 2009 – Fred Sherratt
- 2010 – Ross Reynolds
- 2011 – Deane Cameron
- 2012 – Gary Slaight
- 2013 – Larry LeBlanc
- 2014 – Frank Davies
- 2015 – Ray Danniels[3]
- 2016 – Rosalie Trombley
- 2017 – Randy Lennox
- 2018 – Denise Donlon
- 2019 – Duff Roman
- 2020 – Pegi Cecconi[4]